# 卡斯泰洛-迪罗斯蒂诺
卡斯泰洛-迪罗斯蒂诺（法語：Castello-di-Rostino，法語發音：[kastɛlo di ʁɔstino]）是法国上科西嘉省的一个市镇，属于科尔泰区。

## 地理
卡斯泰洛-迪罗斯蒂诺（42°27'49"N, 9°18'54"E）面积12.4 平方千米，位于法国上科西嘉省，该省份位于科西嘉北部，后者为地中海西部的一座岛屿，也是法国的一个单一领土集体，位于法国大陆部分的东南面，意大利半島的西面，最临近的地块是撒丁岛。
与卡斯泰洛-迪罗斯蒂诺接壤的市镇（或旧市镇、城区）包括：比辛基、莫罗萨利亚、奥尔蒂波里奥。

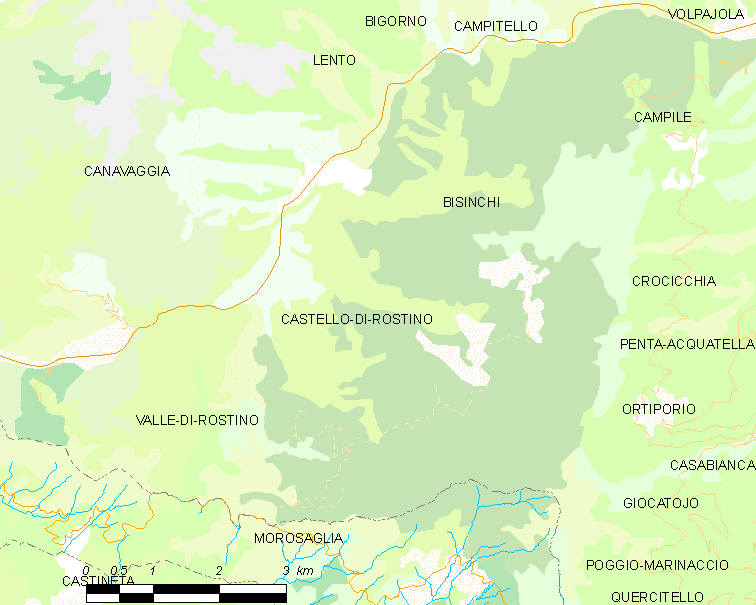
卡斯泰洛-迪罗斯蒂诺的OSM定位图

卡斯泰洛-迪罗斯蒂诺的时区为UTC+01:00、UTC+02:00（夏令时）。

## 行政
卡斯泰洛-迪罗斯蒂诺的邮政编码为20235，INSEE市镇编码为2B079。

## 政治
卡斯泰洛-迪罗斯蒂诺所属的省级选区为戈洛-莫罗萨利亚县。

## 人口

1962-2008年间卡斯泰洛-迪罗斯蒂诺人口变化图示

卡斯泰洛-迪罗斯蒂诺于2022年1月1日时的人口数量为508人。